# Laverne Cox
Laverne Cox, född den 29 maj 1972 i Mobile i Alabama, är en amerikansk skådespelerska, TV-personlighet och HBTQ-aktivist.
Cox är främst känd för att sedan 2013 spela rollen som Sophia Burset i TV-serien Orange Is the New Black. 2014 blev hon den första transpersonen att nomineras till en Emmy Award sedan 1990. 2015 vann hon en Daytime Emmy Award i kategorin "Outstanding Special Class Special" för sin medverkan i tv-programmet Laverne Cox Presents: The T Word. Därmed blev Cox den första personen som var öppet trans att vinna priset som exekutiv producent. Samma år (2015) blev hon första transperson att bli avbildad som vaxfigur på vaxkabinetten Madame Tussauds. I juni 2014 blev Cox den första transpersonen att porträtteras på tidskriften Time Magazines omslag. I februari 2018 blev Cox den första transperson att vara med på tidskriften Cosmopolitans omslag (Specifikt Cosmopolitan Sydafrika).

## Uppväxt och utbildning
Laverne Cox föddes i Mobile, Alabama och uppfostrades av en ensamstående mor och mormor. Hon har en identisk tvillingbror, M Lamar, som porträtterade Sophia (som Marcus) innan hennes könskorrigering i Orange is the new black. Cox uppgav att hon gjorde ett självmordsförsök vid 11 års ålder när hon märkte att hon hade utvecklat känslor för sina manliga klasskamrater och hade blivit mobbade i flera år för att hon inte agerade "på sättet någon som tilldelades könet man vid födsel skulle agera".
Hon tog examen från Alabama School of Fine Arts i Birmingham, Alabama, där hon studerade kreativt skrivande innan hon bytte till dans. Hon studerade sedan i två år vid Indiana University Bloomington innan hon överfördes till Marymount Manhattan College i New York City, där hon bytte från dans (specifikt klassisk balett) till skådespeleri. Under sin första säsong på Orange Is the New Black, framträdde hon fortfarande på en restaurang på Lower East Side som en dragqueen (där hade hon ansökt om att börja arbeta som servitris).

## Filmografi
| År        | Titel                            | Roll             | Anteckningar |
| --------- | -------------------------------- | ---------------- | --- |
| 2000      | Betty Anderson                   | Deirdre          | Kortfilm |
| 2004      | The Kings of Brooklyn            | Tjej             | |
| 2008      | All Night                        | Layla            | Kortfilm |
| 2009      | Uncle Stephanie                  | Stephanie        | |
| 2010      | Bronx Paradise                   | Prostituerad     | |
| 2011      | Carla                            | Cinnamon         | |
| 2011      | Musical Chairs                   | Chantelle        | |
| 2012      | Migraine                         | Lola             | Kortfilm |
| 2012      | The Exhibitionists               | Blithe Stargazer | |
| 2013      | 36 Saints                        | Genesuis         | |
| 2014      | Grand Street                     | Chardonnay       | |
| 2014      | Laverne Cox Presents: The T Word | Henne själv      | Vann en Daytime Emmy Award i kategorin "Outstanding Special Class Special" (2015) Nominerad till GLAAD Media-priset för enastående dokumentär (2015) |
| 2015      | Grandma                          | Deathy           | |
| 2016-2019 | Lip Sync Battle                  | Henne själv      | 2 avsnitt |
| 2017      | Freak Show                       | Felicia          | |
| 2019      | Can you keep a secret            | Cybill           | |
| 2020      | Promising Young Woman            | Gail             | |
| 2021      | Curb Your Enthusiasm             |                  | 1 avsnitt |
| 2022      | Inventing Anna                   | Kacy Duke        | 9 avsnitt |